# Harold (stripfiguur)
Harold is een van de bijfiguren in de strip Jan, Jans en de kinderen van Jan Kruis. Hij is een rijkeluisjongen van een jaar of twaalf met een opvallende blauwe pet en dik kroezig haar. Harold werd in 1982 door Kruis in de strip geïntroduceerd.

## Verhaallijnen
Harold is in het begin vooral een vervelende en opschepperige blaag, die Catootje van Jeroen probeert af te pakken. Dit lukt hem in eerste instantie, maar Catootje krijgt al snel weer genoeg van Harold. 
Harolds ouders zijn gescheiden en hij heeft een klein zusje dat bij zijn moeder woont. Harold wordt door zijn vader, die directeur is, erg verwend. Hij krijgt altijd het nieuwste van het nieuwste en schept daar graag zoveel mogelijk over op tegenover zijn omgeving. 
In latere verhaaltjes hebben Harold en Jeroentje hun strijd om Catootje bijgelegd en zijn ze juist vrienden geworden. Ze hebben samen veel plezier met Harolds dure speelgoed. Catootje mag dan nooit meedoen. 